# Diuris eburnea
Diuris eburnea är en orkidéart som beskrevs av David Lloyd Jones. Diuris eburnea ingår i släktet Diuris och familjen orkidéer. Inga underarter finns listade i Catalogue of Life.